# Cèl·lula de Purkinje

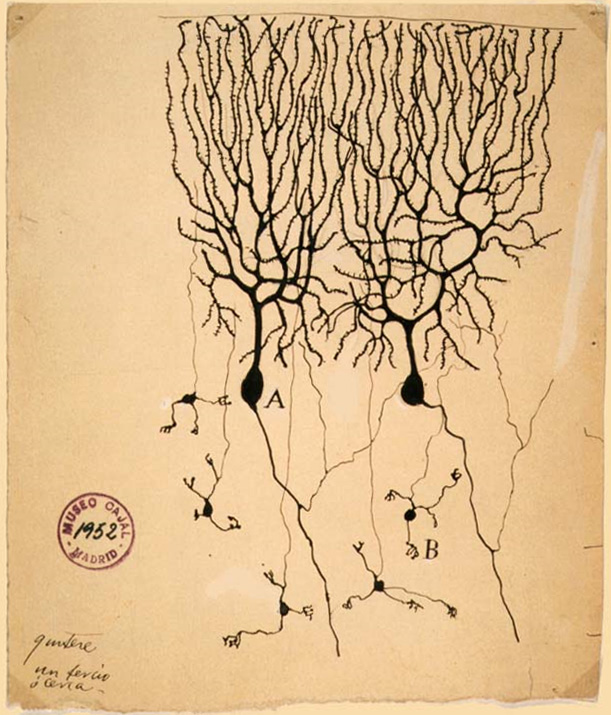
Dibuix de les cèl·lules de Purkinje (A) i de les cèl·lules granulars (B) del cerebel fet per Santiago Ramón y Cajal l'any 1899.

Les cèl·lules o neurones de Purkinje són neurones eferents situades al cerebel. Presenten un soma gran i amb forma de pera que es troba a la capa ganglionar (capa II). Del soma en surten troncs dendrítics ascendents que penetren la capa molecular (capa I) formant grans arbres dendrítics que es distribueixen paral·lelament entre ells. Les dendrites presenten una gran quantitat d'espines.
L'axó d'aquestes cèl·lules és descendent, atravessa la capa granular (capa III) i generalment acaba el seu recorregut en els nuclis cerebelosos. També poden acabar a nuclis del tronc encefàlic. L'axó emet col·laterals a la capa III.
Les neurones de Purkinje són neurones de projecció i fan sinapsis inhibidores, alliberen GABA.
Van ser descobertes el 1837 per Jan Evangelista Purkyně.